# Târgu Bujor
Târgu Bujor là một thị xã thuộc hạt Galați, România. Dân số thời điểm năm 2002 là 7617 người.